# Euxoa abdallah
Euxoa abdallah är en fjärilsart som beskrevs av Charles Oberthür. Euxoa abdallah ingår i släktet Euxoa och familjen nattflyn. Inga underarter finns listade i Catalogue of Life.